# 間宮祥太朗
間宮祥太朗（1993年6月11日—），日本藝人、演員，為Tristone娛樂旗下藝人，2008年開始出道。神奈川縣横浜市出身。血型O型、雙子座。

## 簡介
- 本名是馬渡祥太朗。
- 興趣是彈結他、看電影和聽音樂。懂得打棒球，曾有八年打棒球的經驗。
- 鞋子尺寸：28cm。
- 暱稱有「祥太朗」、「（前山剛久命名）」「（櫻田通命名）」等等。

## 簡歷
- 在中學生時代，於主婦之友社的雜誌《Hana* chu→》「男Chu」專欄擔任男子中學生模特兒，被稱為「微笑王子」，獲得了巨大的人氣。高人氣亦令雑誌為他製作特輯。他爽朗無修飾的形象深入青少年讀者的內心。之後在同一雜誌內公布以「間宮祥太朗」之名正式以演員身份出道。

- 經歷不同的模特兒工作之後，終於在2008年10月於日本電視台電視劇改造老師大作戰飾演日置祥太朗一角，以演員身份出道。[1]

## 演出資訊

### 電視劇
- 改造老師大作戰（日本電視台、2008年10月－12月）飾演 日置祥太朗。
- 我要上太空（NHK、2009年6月－7月）飾演 學生。
- 男子漢的風采2 最終話（NHK、2009年12月12日）飾演 太一。
- 不良仔與眼鏡妹（TBS、2010年4月－6月）飾演 柳川徹。
- 抓住明日的光 最終話（東海電視台、2010年9月3日）飾演 照井雅弘。
- 黃金之豚 第三話（日本電視台、2010年11月3日）飾演 住院醫師。
- 3年B組金八先生 Final（TBS、2011年3月27日）飾演 溝口大輔。
- 花樣少年少女（富士電視台、2011年7月－9月）飾演 淡路圭介。
- 新丁禮儀師 第二話（TBS、2012年1月19日）飾演 不良少年。
- 放學後再推理（TBS、2012年4月－6月）飾演 荒木田聰史。
- 星期五Prestige 女秘匿搜查官 原麻希（富士電視台、2012年7月13日）飾演 關谷真一。
- 飛翔公關室 第六話（TBS、2013年5月19日）飾演 FLUER樂隊主音。
- 嗨，我的爸爸！！ 第三話（富士電視台、2013年7月25日）飾演 木島隼人。
- 山田君與7人魔女（富士電視台、2013年8月－9月）飾演 五十嵐潮。
- 愛與夢飛翔（富士電視台、2013年10月－12月）飾演 岸井泰治。
- 即使弱小也能取勝（日本電視台、2014年4月－6月）飾演 岡留圭。
- 金田一少年之事件簿N（neo） 第三、四話（日本電視台、2014年8月2日－9日）飾演 海老澤邦明。
- 水球不良少年（富士電視台、2014年7月－9月）飾演 千秋亮。
- 出色的選TAXI 第二話（富士電視台、2014年10月21日）飾演 達也。
- 信長協奏曲 第四話（富士電視台、2014年11月3日）飾演 齋藤龍興。
- 學校的階梯（日本電視台、2015年1月－3月）飾演 須堂夏樹。
- 想吃雜錦麵（NHK、2015年5月－8月）飾演 樫山滿。
- 24小時電視特備電視劇 媽媽 我沒事（日本電視台、2015年8月22日）飾演 有竹純太。
- 酒店禮賓部 第八話（TBS、2015年9月1日）飾演 保科誠也。
- 尼采老師 （日本電視台等、2016年1月－3月）飾演 仁井智慧。
- “青之時代”名曲Drama Series 荒井由實「飛機雲」（2016年3月24日、NHK BS Premium）飾演 來生。
- 早子老師，要結婚是真的嗎？（富士電視台、2016年4月－6月）飾演 港草介。
- ON 異常犯罪搜查官·藤堂比奈子 第2話（富士電視台、2016年7月19日）飾演 霜川ケンジ。
- 中年超人左江內氏（日本電視台、2017年1月14日）飾演 第7集，高萩省吾
- 我們做了（關西電視台、2017年7月18日）飾演 伊佐美翔
- 現在開始威脅你（日本電視台、2017年10月15日－12月17日）飾演 須藤直人
- BG終極保鏢（朝日電視台、2018年1月18日－03月15日）飾演 澤口正太郎
- 風流韻事審查委員會（MBS電視台、2018年4月22日－6月24日）飾演 増田伸照
- 一半，藍色。（NHK、2018年7月－9月）飾演 森山涼次
- ZERO一獲千金遊戲（日语：賭博覇王伝 零）（日本電視台、2018年7月15日）飾演 末崎セイギ
- 麒麟來了（NHK、2019年1月18日）飾演 明智左馬介
- 我的事說來話長 （日本電視台、2019年10月12日）飾演 渡利潤平
- BG終極保鏢2（朝日電視台、2020年6月18日－07月30日）飾演 澤口正太郎
- SUITS2 第12話（富士電視台、2020年9月28日）飾演 松井圭介
- ＃遙距戀愛～普通的戀愛是邪道～（日本電視台、2020年10月14日－12月23日）飾演 五文字順太郎
- Oh! My Boss!戀愛在別冊（TBS、2021年1月）飾演 中澤涼太
- 小太郎一個人生活（朝日電視台、2021年4月22日－6月26日）飾演 青田學
- IP〜網絡搜查班（朝日電視台、2021年7月1日－9月16日）飾演 多和田昭平
- 心動迎戰Song！（TBS、2022年1月11日－3月15日）飾演 芦田春樹
- 難破MG5（富士電視台、2022年4月13日－6月22日）飾演 主演・難破剛
- 魔法翻新（關西電視台、2022年7月18日－9月19日）飾演 福山玄之介
- Pending Train—8時23分，明天和你在一起 第6話 - 最終話（TBS、2023年5月26日－6月23日）飾演 蓮見涼平
- 真夏的灰姑娘（富士電視台、2023年7月10日－9月18日）飾演 主演・水島健人
- ACMA:GAME 惡魔遊戲（日本電視台、2024年4月7日－6月9日）飾演 主演・織田照朝
- IGNITE（TBS、2025年4月18日－6月27日）飾演 主演・宇崎凌

### 綜藝節目
- Downtown DX（Nippon Television Network System）
- Ultra Zone（神奈川電視台等、2011年）
- 戰國鍋TV（神奈川電視台等、2012年4月 - 9月）
- 世界最想上的課（日本電視台、2014年5月31日）

### 電影
- Stand up boys（2010年）
- Virgin 30代篇（2012年5月12日）
- 希望之國（2012年10月20日）
- Judas（2013年1月26日）
- 荔枝☆光俱樂部（2016年2月13日） 飾演 Jyaibo
- 高台家的成員（2016年6月4日） 飾演 高台和正
- 黑色暴動♥（2016年7月30日）飾演 柴田隆浩
- 黑金丑島君 The Final（2016年10月22日） 飾演 鰐戸三蔵
- 帝一之國（2017年4月29日）  飾演  冰室羅蘭
- 你還是不懂群馬（群馬公開2017年7月15日、全國公開2017年7月22日）神月紀
- 壓軸女孩！（日语：トリガール!)）（2017年9月1日） 飾演 坂場大志
- 全員死刑（日语：全員死刑)）（2017年11月18日） 飾演 首塚タカノリ
- 不能犯（2018年2月1日） 飾演  川端タケル
- 姐姐的私廚（日语：食べる女 (映画)）（2018年9月21日） 飾演 篠崎
- 飛翔吧！埼玉（2019年2月22日） 飾演  埼玉縣青年
- 熱情花招（日语：ホットギミック (漫画)）（2019年6月28日） 飾演 成田凌
- 殺不了的他與死不了的她（日语：殺さない彼と死なない彼女）（2019年10月29日） 飾演 小坂零
- 東京復仇者（2021年7月9日） 飾演 稀咲鐵太
- 破戒（日语：破戒 (小説)#2022年版）（2022年7月8日） 飾演 瀨川丑松
- 東京復仇者2 血腥萬聖節篇–命運（2023年4月21日）飾演 稀咲鐵太
- 東京復仇者2 血腥萬聖節篇–決戰（2023年6月30日）飾演 稀咲鐵太
- G-MEN（2023年8月25日）飾演 難破剛
- 在大雪封閉的山莊裡（2024年1月12日）飾演 本多雄一
- 詭屋（2024年3月15日）飾演 YouTuber雨宮
- 劇場版 ACMA:GAME 最終之鑰（2024年10月25日）飾演 織田照朝
- 地下忍者（2025年1月24日）飾演 加藤
- 吸吸吸吸吸血鬼（2025年7月4日）飾演 ギャング

### 動畫電影
- BLUE GIANT 藍色巨星（2023年2月17日） - 飾演 澤邊雪祈[2]
- 與愛麗絲夢遊仙境 -Dive in Wonderland-（2025年8月29日） - 飾演 浦井洸[3]

### 網上廣播
- 向陽的場所〜初戀〜（NTT DOCOMO·BeeTV、2010年）飾演 草壁信也

### 舞台劇
- Harper Lisa（PARCO劇場、2010年9月4日 - 9月26日、導演：長塚圭史）
- 露出狂（PARCO劇場·森之宮 Piloti Hall·中京大學文化市民會館 Prunier Hall、2012年7月26日 - 8月29日、導演：中屋敷法仁）
- VISUALIVE《Persona 4》the EVOLUTION（銀河劇場、2012年10月、導演：奥秀太郎）
- 銀河英雄傳說 閃爍之星 撕毀黑暗（東京國際論壇 Hall C、2012年11月15日 - 11月18日）
- 飛龍傳（下北澤 本多劇場、2013年1月23日 - 1月27日、導演：中屋敷法仁）飾演 桂木順一郎
- 銀河英雄傳說 第三章 内亂（青山劇場、2013年3月 - 4月）飾演 萊因哈特·馮·羅嚴克拉姆
- 銀河英雄傳說 初陣 另一個敵人（日本青年館、2013年8月）飾演 萊因哈特·馮·繆傑爾少佐（主演） [4]
- 銀河英雄傳說 第四章 前篇 衝突前夜（東京國際論壇 Hall C、2013年11月 - 12月）飾演 萊因哈特·馮·羅嚴克拉姆
- 銀河英雄傳說 第四章 後篇 衝突（青山劇場、2014年2月）飾演 萊因哈特·馮·羅嚴克拉姆
- 銀河英雄傳說 特別公演 星星的軌跡（Zepp藍色劇院六本木、2015年6月）飾演 萊因哈特·馮·羅嚴克拉姆

### 音樂錄影帶
- ORANGE RANGE（2009年7月8日）
- 福原美穂《LET IT OUT》（2009年9月9日）
- miwa《春天來臨時》（2011年2月23日）
- 矢澤永吉《IT'S UP TO YOU!》（2012年8月1日）

## 外部連結
- 間宮祥太朗 （页面存档备份，存于） - 所屬事務所官方檔案
- 間宮祥太朗官方部落格
- 間宮祥太朗的X（前Twitter）
- 間宮祥太朗的Instagram帳戶
- 間宮祥太朗在Enjoy Movie上的電影作品列表 （页面存档备份，存于）